# Beleți-Negrești
Beleți-Negrești est une commune roumaine située dans le județ d'Argeș.